# مابله (تگزاس)
مابله (به انگلیسی: Mabelle) یک منطقهٔ مسکونی در ایالات متحده آمریکا است که در شهرستان بیلور، تگزاس واقع شده‌است. مابله ۹ نفر جمعیت دارد و ۳۹۲٫۸۹ متر بالاتر از سطح دریا واقع شده‌است.